# PFK Slavia Sofia
PFK Slavia Sofia, v originále ПФК Славия София, je bulharský fotbalový klub z hlavního města Bulharska Sofie. Založen byl roku 1913. Klub 7× vyhrál bulharskou ligu (1928, 1930, 1936, 1939, 1941, 1943, 1996) a 7× bulharský fotbalový pohár (1952, 1963, 1964, 1966, 1975, 1980, 1996). Na mezinárodní scéně dosáhl největšího úspěch v sezóně 1966/67 kdy postoupil do semifinále Poháru vítězů pohárů. Ve stejné soutěži si v sezóně 1980/81 zahrál čtvrtfinále.